# Vladimír Paul
Vladimír Paul (17. dubna 1924 – 3. dubna 2002 Praha) byl český právník a soudce Ústavního soudu.

## Život
Práva vystudoval v roce 1948 na Právnické fakultě Karlovy Univerzity v Praze, poté pracoval jako vedoucí právních útvarů různých strojírenských podniků. Současně se ale věnoval oboru mezinárodního práva veřejného, ve kterém také získal vědeckou hodnost kandidáta věd. Byl také rozhodcem u Rozhodčího soudu Československé obchodní komory v Praze a od roku 1991 pak působil jako advokát. Vyučoval na Právnické fakultě Karlovy Univerzity v Praze.
15. července 1993 byl prezidentem republiky Václavem Havlem jmenován soudcem Ústavního soudu ČR. Tam působil až do své náhlé smrti dne 3. dubna 2002, když ještě den před smrtí vynesl nález v jedné ze svých věcí.